# Bytoń (gmina)
Bytoń (1973–76 gmina Nowy Dwór) – gmina wiejska w Polsce położona w województwie kujawsko-pomorskim, w powiecie radziejowskim. W latach 1975–1998 gmina administracyjnie należała do województwa włocławskiego.
Siedziba gminy to Bytoń (dawniej Nowy Dwór).
Według danych z 30 czerwca 2004 gminę zamieszkiwały 3823 osoby.

## Struktura powierzchni
Według danych z roku 2002 gmina Bytoń ma obszar 73,35 km², w tym:
- użytki rolne: 80%
- użytki leśne: 6%

Gmina stanowi 12,08% powierzchni powiatu.

## Demografia

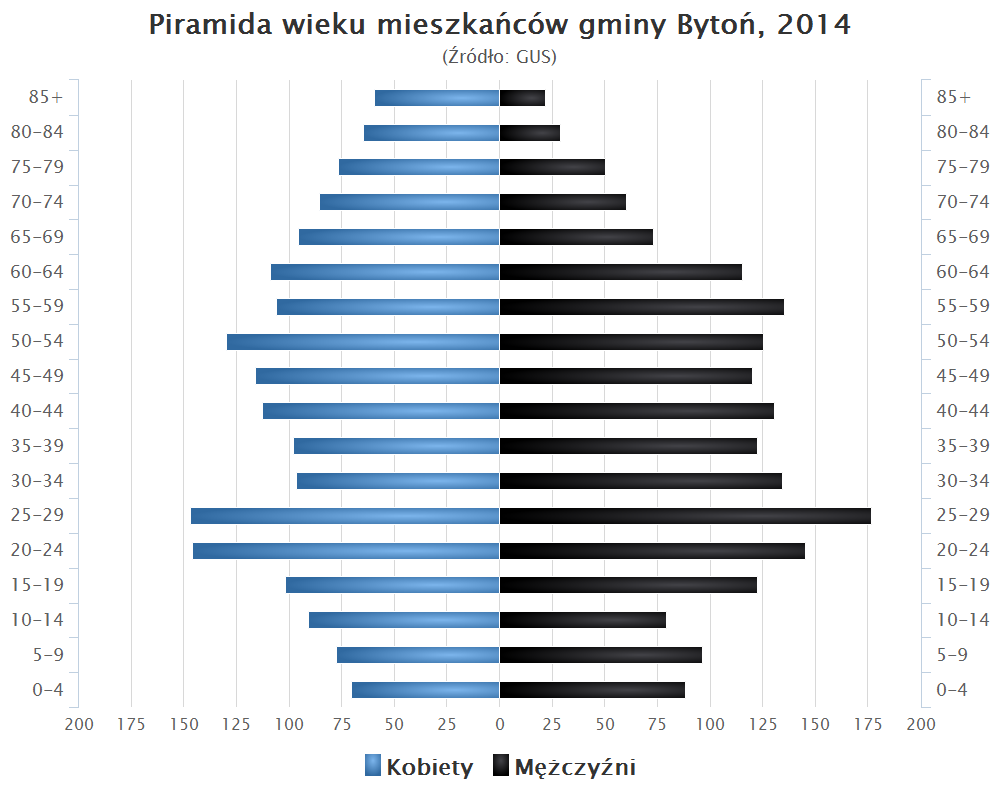
Piramida wieku mieszkańców gminy Bytoń w 2014 roku

Dane z 30 czerwca 2004:
| Opis                              | Ogółem | Ogółem | Kobiety | Kobiety | Mężczyźni | Mężczyźni |
| --------------------------------- | ------ | ------ | ------- | ------- | --------- | --------- |
| jednostka                         | osób   | %      | osób    | %       | osób      | %         |
| populacja                         | 3823   | 100    | 1900    | 49,7    | 1923      | 50,3      |
| gęstość zaludnienia (mieszk./km²) | 52,1   | 52,1   | 25,9    | 25,9    | 26,2      | 26,2      |

## Zabytki
Wykaz zarejestrowanych zabytków nieruchomych na terenie gminy:
- zespół dworski z drugiej połowy XIX w. w Niegibalicach, obejmujący: dwór; park, nr 157/A z 17.09.1984 roku
- zespół dworski w miejscowości Świesz, obejmujący: dwór z 1870; park z początku XIX w., nr 140/A z 07.08.1984 roku
- zespół kościelny parafii pod wezwaniem św. Andrzeja Apostoła w Witowie, obejmujący: kościół z lat 1899-1903; cmentarz przykościelny; murowane ogrodzenie z bramą, nr 392/A z 29.08.1996 roku
- cmentarz rzymskokatolicki z XIX w. w Witowie z kaplicą i murowanym ogrodzeniem z bramą, nr 389/A z 15.07.1996 roku.

## Sołectwa
Borowo, Budzisław, Bytoń, Czarnocice, Dąbrówka, Litychowo, Ludwikowo, Morzyce, Nasiłowo, Niegibalice, Nowy Dwór, Pścininek, Pścinno, Stróżewo, Świesz, Wandynowo, Witowo.

## Miejscowości bez statusu sołectwa
Brylewo, Dąbrowa, Faliszewo, Głuszyn, Góry Witowskie, Grodziska, Holendry Bytońskie, Morzyce (kolonia), Morzyce (osada), Nowe Witowo, Oszczywilk, Potołówek, Sokołowo, Stefanowo, Witowo-Kolonia.

## Sąsiednie gminy
Osięciny, Piotrków Kujawski, Radziejów, Topólka